# Camerano Casasco
Camerano Casasco (Cameran en piemontès) és un municipi situat al territori de la província d'Asti, a la regió del Piemont (Itàlia).
Limita amb els municipis de Chiusano d'Asti, Cinaglio, Cortandone, Cortazzone, Montechiaro d'Asti i Soglio.